# Olivier Besancenot

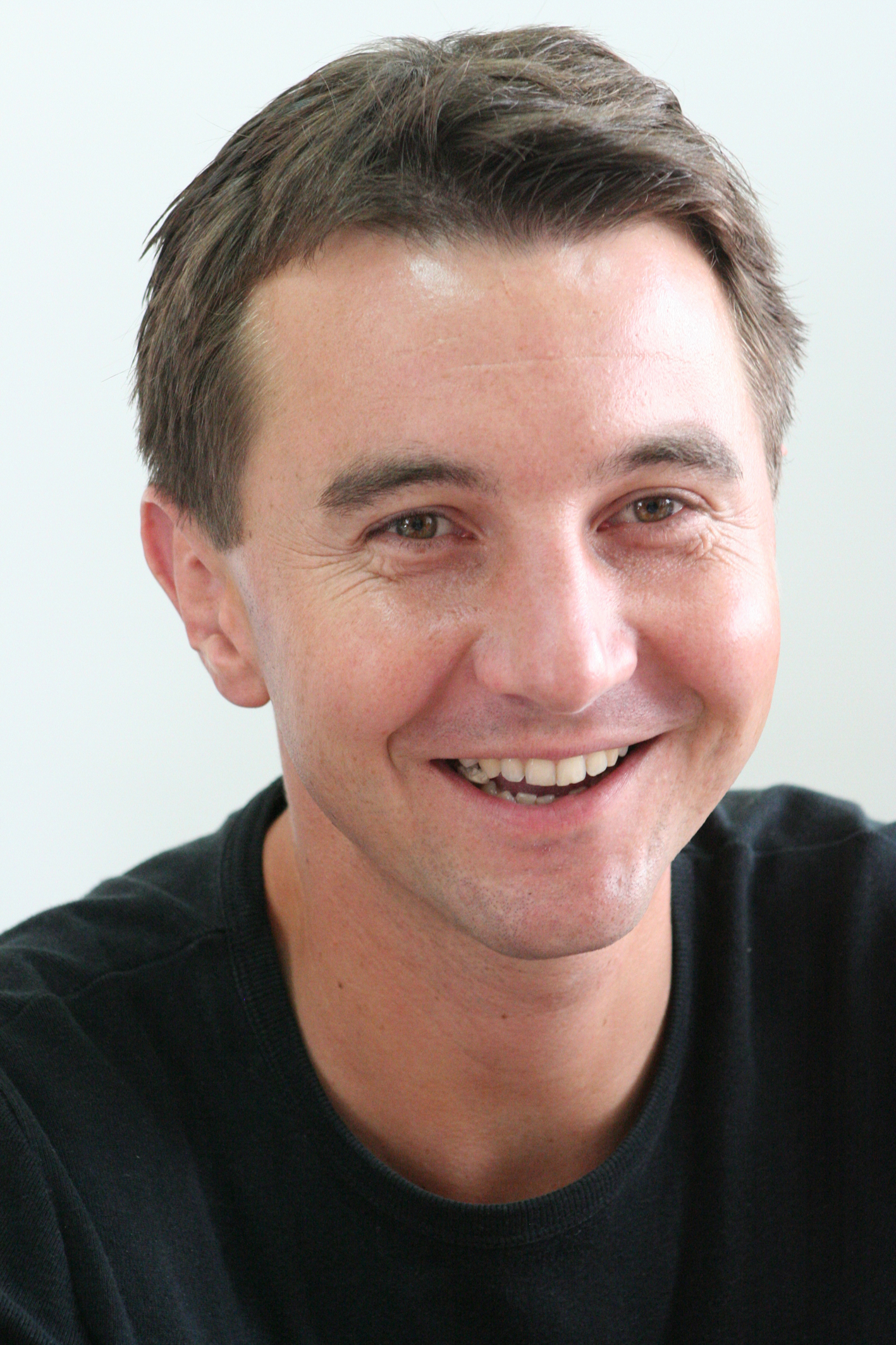
Olivier Besancenot (2006)

Olivier Besancenot (Levallois-Perret, 18 april 1974) is een Frans politicus van de trotskistische Revolutionaire Communistenliga (lid van de Vierde Internationale). Hij treedt samen met oud-EP-lid Roseline Vachetta op als partijwoordvoerder.
Besancenot werd actief in de Jeunesses communistes révolutionnaires, de jeugdorganisatie van de Revolutionare Communistenliga. Sinds 1988 was hij lid van het landelijk bestuur. In 1991 werd hij lid van de partij. Tijdens zijn studie had Besancenot een bijbaantje bij een supermarkt en richtte in zijn filiaal een sectie van de vakbond CGT op. Olivier Besancenot is historicus en sinds 1997 werkzaam als postbode in de plaats Neuilly-sur-Seine. In de periode 1999-2000 onderbrak Besancenot zijn postbodeloopbaan om parlementair assistent van Krivine te zijn. In 2002 nam Besancenot deel aan de Franse presidentsverkiezingen en behaalde onverwacht opzienbarende 4,25% van de uitgebrachte stemmen (ongeveer 1,3 miljoen stemmen). Bij de Franse presidentsverkiezingen 2007 behaalde hij bijna 1,5 miljoen stemmen, wat ditmaal – wegens de hogere opkomst – goed was voor 4,08%.
Besancenot beschouwt zichzelf als een libertair communist en andersmondialist. In Besancenots boek Révolution - 100 mots pour changer le monde (Revolutie - 100 woorden om de wereld te veranderen) wordt het gedachtegoed van de Revolutionaire Communistenliga uiteengezet. Hij bepleit een algehele verhoging van lonen en het sociale minimum, ontslagverbod voor winstgevende bedrijven, belasting van winsten en speculatiekapitaal. Een oud-lid en medeoprichter van de Revolutionaire Communistenliga, Henri Weber, liep te hoop tegen het politieke manifest. Weber, overgestapt naar de Socialistische Partij, voor welke partij hij inmiddels senator en minister is geweest, vervatte zijn polemische Lettre recommandée au facteur ("Aangetekende brief aan de postbode"). Hierin zet Weber zich sterk af tegen Besancenot.

## Politieke brochures
- 2002 Tout est à nous, Denoël, ISBN 2-207-25309-0
- 2003 Révolution (100 mots pour changer le monde), Flammarion, ISBN 2-290-33828-1

- Bibsys: 10024936
- Biblioteca Nacional de España: XX5279908
- Bibliothèque nationale de France: cb144045582 (data)
- Catàleg d'autoritats de noms i títols de Catalunya: 981058614574406706
- Gemeinsame Normdatei: 137308884
- International Standard Name Identifier: 0000 0000 6657 6644
- Library of Congress Control Number: n2002097007
- MusicBrainz: f82afc2d-8cb2-4ae4-bbe3-8651efd5f9f7
- Nationale Bibliotheek van Israël: 987007301855605171
- Nationale en Universitaire bibliotheek Zagreb: 000567375
- Réseau des bibliothèques de Suisse occidentale: 02-A008722254
- Istituto Centrale per il Catalogo Unico: LO1V364470
- Système universitaire de documentation: 07020795X
- Virtual International Authority File: 7650149068592165730001